# Dustin Keller
(en) Statistiques sur pro-football-reference
Dustin Kendall Keller, né le 25 septembre 1984 à Lafayette (Indiana), est un joueur américain de football américain évoluant au poste de tight end.
Étudiant à l'Université Purdue, il joua pour les Purdue Boilermakers.
Il fut drafté en 2008 à la 30e place (premier tour) par les Jets de New York. Il a signé un contrat de cinq ans pour 12 millions de dollars (dont 6 millions de dollars garantis).